# Stati centrali del sud-est
Stati centrali del sud-est (o, più semplicemente, Centro sud-est) è una regione censuaria degli Stati Uniti d'America. Insieme a Atlantico meridionale e Centro sud-ovest forma gli Stati Uniti meridionali.

## Composizione
Secondo lo United States Census Bureau, gli Stati del Centro sud-est sono:
- Alabama
- Kentucky
- Mississippi
- Tennessee